# Theodore Hall
Theodore Alvin Hall (20 de outubro de 1925 - 1 de novembro de 1999) foi um físico americano e um espião atômico da União Soviética, que, durante seu trabalho nos esforços dos Estados Unidos para desenvolver a primeira e a segunda bombas atômicas durante a Segunda Guerra Mundial (o Projeto Manhattan), deu uma descrição detalhada da bomba de plutônio "Fat Man" e de vários processos para purificar plutônio, para a inteligência soviética. Seu irmão, Edward N. Hall, era um cientista de foguetes que liderou o programa da Força Aérea dos EUA para desenvolver um míssil balístico intercontinental, projetando pessoalmente o míssil Minuteman e convencendo o Pentágono e o presidente Eisenhower a adotá-lo como uma parte fundamental da estratégia nuclear do país.